# David Salazar
David Alejandro Salazar Zepeda (sinh ngày 5 tháng 8 năm 1991 ở Monterrey, Nuevo León), hay David Salazar, là một cầu thủ bóng đá người México thi đấu cho Club América Premier.